# Rossony

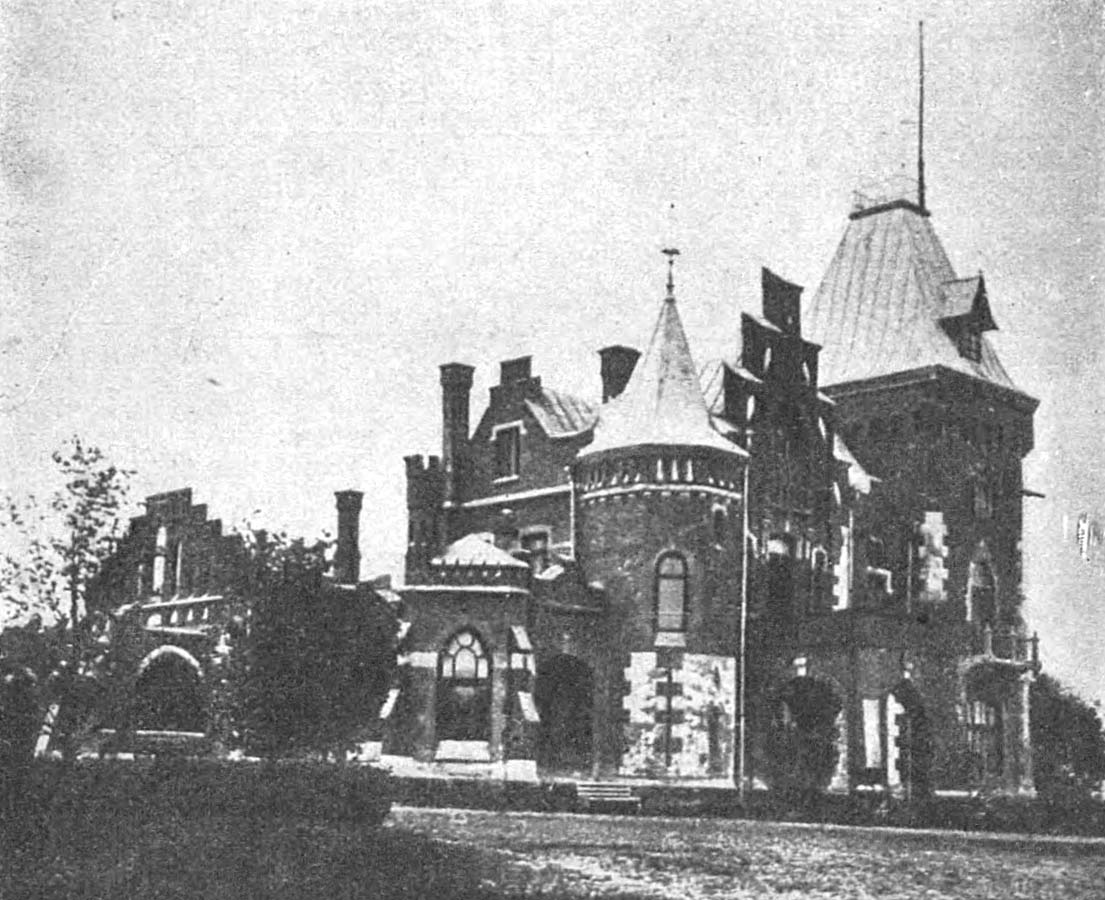
Pałac Hłasków w Stanisławowie po 1904 roku

Rossony (biał. Расоны, Rasony, hist. Rososna, Rossono) – osiedle typu miejskiego na Białorusi, w obwodzie witebskim, centrum administracyjne rejonu rossońskiego, 5,4 tys. mieszkańców (2010).
Herb Rossonów został ustanowiony 20 stycznia 2006 roku rozporządzeniem prezydenta Białorusi nr 36.

## Historia
Rossony, wcześniej będące miastem duchownym w województwie połockim Rzeczypospolitej, po I rozbiorze Polski znalazły się na terenie powiatu połockiego (ujezdu), początkowo guberni połockiej, od 1796 roku – guberni białoruskiej, a od 1802 roku guberni witebskiej Imperium Rosyjskiego. W XIX wieku miasteczko było własnością ks. Lubomirskiego. Po traktacie ryskim już nie wróciły do Polski, od 1924 roku należały do obwodu witebskiego Białoruskiej Socjalistycznej Republiki Radzieckiej ZSRR, od 1991 roku – na terenie Republiki Białorusi.
Podczas okupacji hitlerowskiej, we wrześniu 1941 roku Niemcy utworzyli getto dla żydowskich mieszkańców. Przebywało w nim około 500 osób. W styczniu 1942 roku Niemcy zlikwidowali getto, a Żydów zamordowali w okolicy miasta. Sprawcami zbrodni byli Niemcy oraz lokalna białoruska policja (akcją dowodził Otto Lenz).

## Pałac Hłasków
Niegdyś tuż obok Rossonów (obecnie w granicach miasta), nad jeziorem o tej samej nazwie, znajdowała się siedziba majątku Stanisławów. Dwór w Stanisławowie był odwieczną siedzibą autochtonicznej rodziny Hłasków herbu Leliwa, do której majątek ten należał przez prawie 400 lat. Do klucza stanisławowskiego wchodziły również wsie: Korytki, Siebierzek, Biała Dąbrowa, Dworzyszcze i Zamchowce. Najwcześniejszym znanym przedstawicielem tej rodziny był Jan Hłasko, żyjący w XVI wieku. Nazwa Stanisławów pochodzi najprawdopodobniej z późniejszego okresu, imię Stanisław często pojawiało się w tej rodzinie. Majątek przez 4 wieki przechodził zawsze z ojca na syna, kolejnymi przedstawicielami rodziny byli:
- Bazyli Hłasko, syn Jana
- Lew (Leon) Hłasko, syn Bazylego
- Hryhory (Grzegorz) Hłasko, syn Bazylego – założyciel późniejszej fortuny Hłasków
- Stanisław Hłasko, syn Hryhorego, koniuszy brasławski, żonaty z Urszulą z Korsaków
- Trojan Hłasko, syn Stanisława i Urszuli
- Tadeusz Hłasko, syn Trojana
- Stanisław Hłasko, syn Tadeusza, żonaty z Franciszką z Szyszków
- Alojzy Hłasko, syn Stanisława i Franciszki, kawaler Zakonu Maltańskiego, prapradziad Macieja Hłaski i praprapradziad Marka Hłaski[6]
- Kazimierz Hłasko, syn Alojzego
- Stanisław Hłasko, syn Kazimierza (1866–?), ostatni właściciel Stanisławowa[7].

Nie ma żadnych relacji na temat starego dworu stanisławowskiego. Ostatni właściciel majątku wybudował tu w 1904 roku nowy pałac lub zamek, w stylu „staroniemieckim” według projektu architekta Edmunda Fryka. Był to dwukondygnacyjny budynek, z czerwonej, nietynkowanej cegły, z fragmentami z piaskowca, z dwiema wieżami: jedną niższą, weloboczną i drugą wyższą kwadratową. Obie były zwieńczone strzelistymi dachami. Elewacje pałacu urozmaicały wykusze, balkony, mniejsze wieżyczki z blankami, fryzy itd.
Wewnątrz były m.in. sale: empirowa, Louis Philippe, jadalnia gdańska, buduar z mahoniem inkrustowanym kością słoniową, gabinet dębowy z gobelinami. W starych gdańskich szafach stały kryształy, porcelana sewrska i saska. Na konsolach i malachitowych piedestałach były włoskie rzeźby marmurowe.
Dwór otoczony był starym parkiem. Był znany z plantacji róż: dzienny plon ciętych kwiatów dochodził do półtora tysiąca. Kwiaty były sprzedawane w Połocku. Ponadto istniało tu gospodarstwo mleczne (Szwyców), skąd masło było wysyłane do Petersburga. Drewno z tutejszych lasów spławiano Dźwiną do Rygi. Działał tu tartak parowy.
W czasie rewolucji październikowej malachity i piece majolikowe (...) rozbijano toporami, dom, zamieniony na kooperatywę, pono jeszcze ocalał.
Pałac istnieje do dziś. Jest historyczno-kulturalnym zabytkiem Białorusi o numerze w rejestrze 412Г000467.
Majątek Stanisławów został opisany w:
- tomie Memento kresowe Antoniego Urbańskiego w 1929 roku[7]
- 11. tomie Dziejów rezydencji na dawnych kresach Rzeczypospolitej Romana Aftanazego[9].

## Galeria

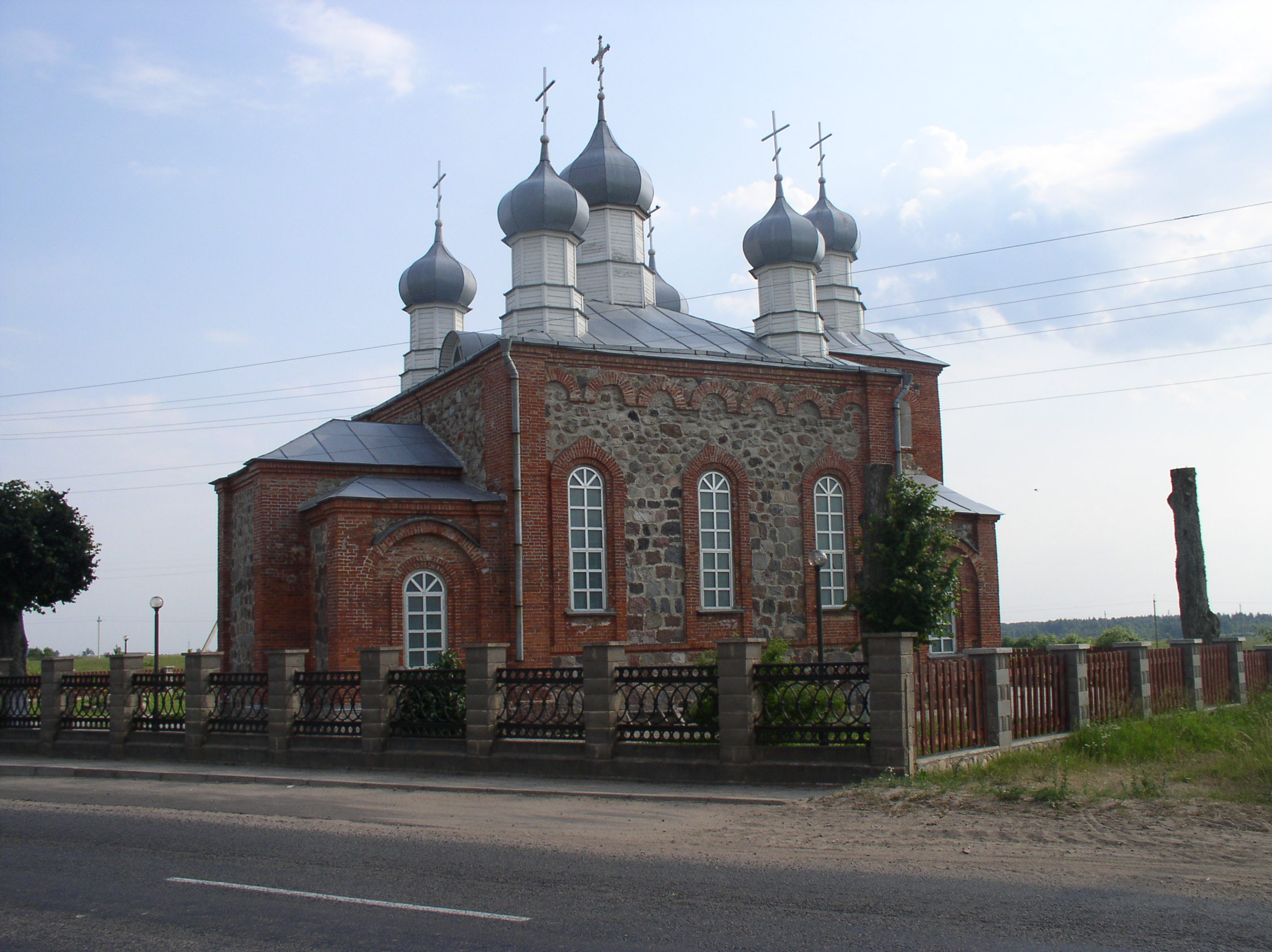
Cerkiew Wniebowstąpienia Pańskiego
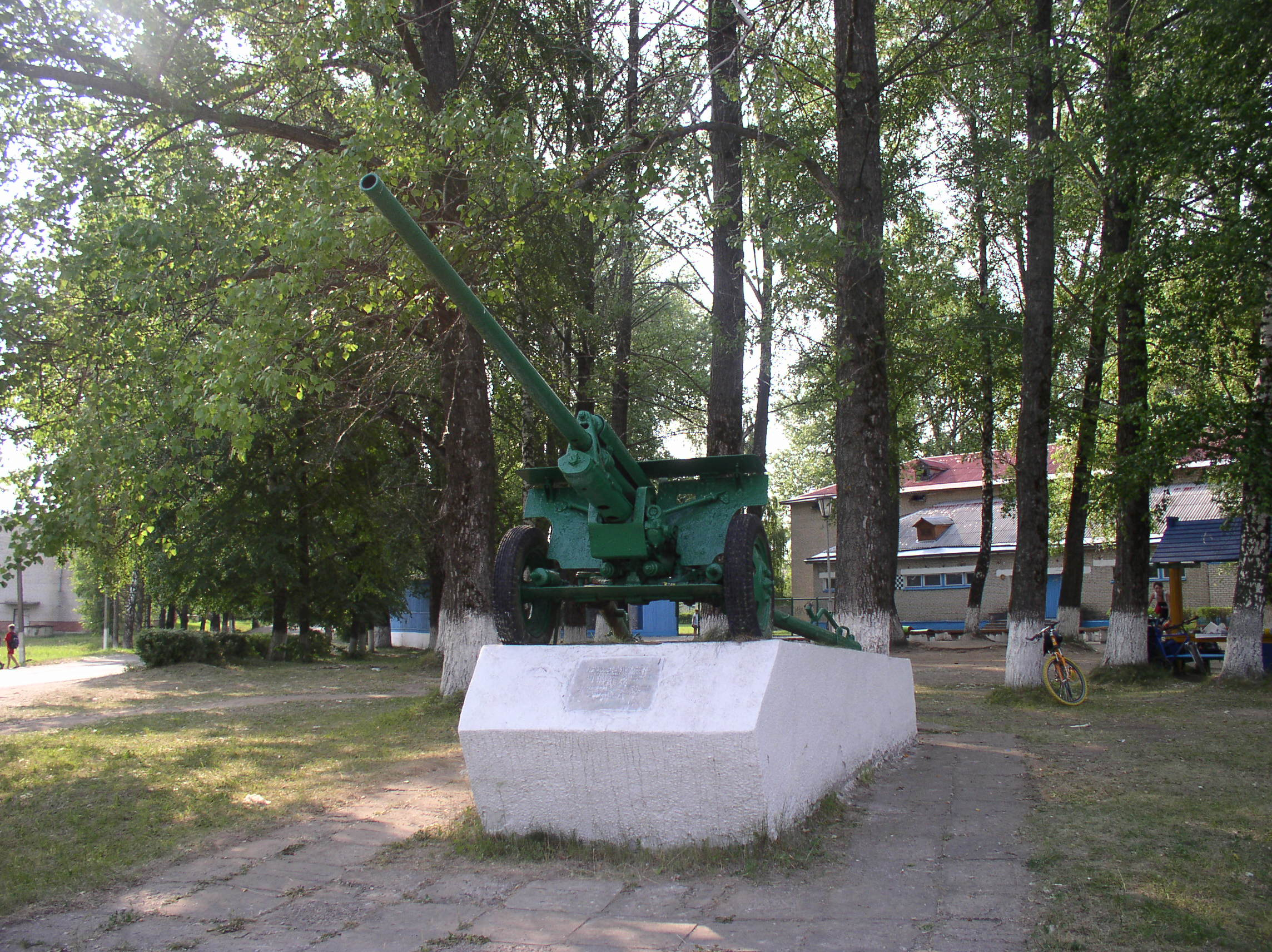
Pomnik z armatą ZIS-2
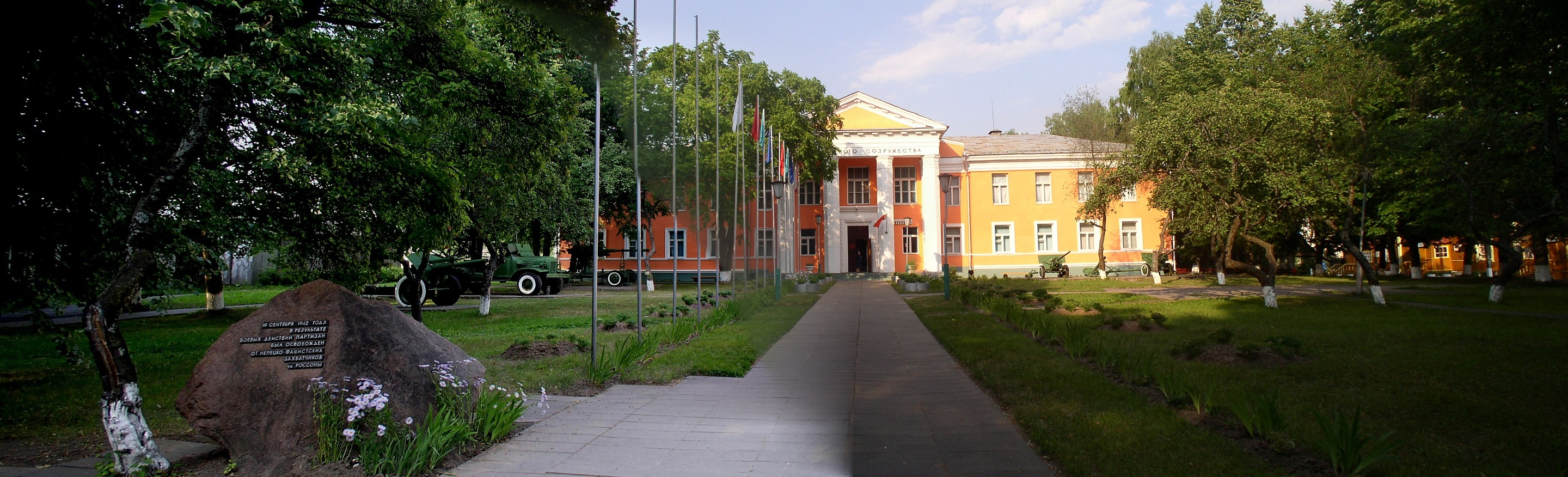
Muzeum wojennej współpracy